# John Cassidy
Pour les articles homonymes, voir John Cassidy (homonymie) et Cassidy.
John Cassidy, né le 9 juin 1947, à Calgary, en Alberta, est un ancien joueur canadien de basket-ball. Il évolue durant sa carrière au poste d'ailier.